# Молтон, Том
Том Мо́лтон (англ. Tom Moulton) — американский продюсер, звукоинженер, диско-ремиксёр, создатель 12-дюймовых синглов и диско-миксов, пионер ремикширования

## Биография
Родился 29 ноября 1940 года.
В пятидесятых годах занимался продажей и рекламой пластинок в фирме грамзаписи King Records Сида Нейтана (англ. Syd Nathan), в которой наиболее актуальный материал записывал Джеймс Браун.
На Файр-Айленде стал неравнодушен к клубам. Отметил, что белая публика преимущественно танцевала под ритм-энд-блюз (очень любил негритянскую музыку), но диск-жокеи плохо его «укладывали» и решил записать плёнку специально для танцев:
«Я хотел сделать эту пленку, потому что, по моим наблюдениям, народу приходилось танцевать в основном под трёхминутные сорокапятки. Только-только все заводились, как поверх начинала звучать новая песня. Мне казалось обидным, что треки такие короткие и люди не могут как следует под них оторваться»
.
Наблюдал за публикой и звучащими фрагментами, как публика реагирует, когда уходит, старался строить номера особым образом:
«Таким образом, прежде чем они решались уйти, они уже танцевали под следующую запись. Это было очень трудно. Я работал над 45 минутами записи полных восемьдесят часов»
.
Том Молтон о песне «I will survive», прозвучавшей на танцполе клуба STUDIO 54 впервые. «Эта песня была на стороне B , и никто и не подозревал, что эта песня такая великая. В тот раз все просто взяли и ушли с танцпола, но в конечном итоге Ричи () добился своего, и песня стала суперхитом!»
Карьеру начал в 60-е годы.
С 70-х с его именем связано появление сотни диско-записей.
Одним из первых (начало 70-х) для лучшего танцевального эффекта стал усиливать бит в соул и фанк-песнях. В качестве исходного материала использовал синглы «Мотауна». Многие его работы не издавались.
Изобретение 12-дюймового формата виниловой пластинки позволило увеличить длину треков и улучшить качество звука.
На самый первый двенадцатидюймовый сингл попала песня «SoMuchForLove» группы MomentOfTruth.
Молтон получил известность как создатель первого в истории мегамикса из нескольких песен хронометражем в 19 минут на одной стороне пластинки (дебютный альбом Глории Гейнор (Gloria Gaynor) 1974 года Never Can Say Goodbye).
1977—1979 — работа с Грейс Джонс (Grace Jones), становится продюсером трёх её альбомов.
2004 год — отметка в Зал славы танцевальной музыки.

## Некоторые известные миксы
- Love Is The Message — M.F.S.B.
- Doctor Love — First Choice
- Love Sensation — Loleatta Holloway
- Free Man — South Shore Commission

### Топ 100 1974—1975
По версии DiscoMusic.com:
- 8) EXPRESS — B.T. Express

(Scepter/ 1974) P: Jeff Lane; W: B.T. Express; «A Tom Moulton Mix»
- 9) CASANOVA BROWN/ (If You Want It) DO IT YOURSELF/ HOW HIGH THE MOON (Medley) — Gloria Gaynor

(MGM/1975) P: Meco Monardo/ Tony Bongiovi/ Jay Ellis
W: 1) Jimmy Roach; 2) James Bolden/Jack Robinson; 3) Morgan Lewis/ Nancy Hamilton
«A Tom Moulton Mix»
- 11) PEACE PIPE/ «NON-STOP» LP — B.T. Express

(Roadshow/ 1975) P: Jeff Lane; W: S. Taylor/M. Barkan; «A Tom Moulton Mix»
- 12) I’LL BE HOLDING ON — Al Downing

(Chess Disco Mix/1974) P: Meco Monardo/ Tony Bongiovi/ Jay Ellis; «A Tom Moulton Mix»
- 17) WHEN YOU’RE YOUNG AND IN LOVE — Ralph Carter

(Mercury/ 1975) P: Reid Whitelaw/Norman Bergen; W: Van McCoy; «A Tom Moulton Mix»
- 26) HELPLESSLY — Moment Of Truth

(Roulette/ 1975) P/W: Reid Whitelaw/ Norman Bergen; «A Tom Moulton Mix»
- 27) HONEY BEE/ NEVER CAN SAY GOODBYE/ REACH OUT-I’LL BE THERE (Medley) + «NEVER CAN SAY GOODBYE» LP — Gloria Gaynor

(MGM LP/ 1975) P: #1: Paul Leka/ #2 & #3: Meco Monardo/ Tony Bongiovi/ Jay Ellis; «A Tom Moulton Mix»
- 28. EL BIMBO — Bimbo Jet

(Scepter/ 1975) P: Laurent Rossi; W: C. Morgan; «A Tom Moulton Mix»
- 52) CHINESE KUNG FU — Banzaii

(Scepter/1975) P: S.A. Creations Artistiques; W: Subway; «A Tom Moulton Mix»
- 55) LET’S DO THE LATIN HUSTLE — Eddie Drennon & B.B.S. Unlimited

(Friends & Co./ 1975) P/W: Eddie Drennon ;«A Tom Moulton Mix»
- 61) UNDECIDED LOVE — The Chequers

(Scepter/1975) P: John Mathias; W: R. Mathias/ J. Mathias; «A Tom Moulton Mix»